# Statisk IP-adress
Statisk IP-adress eller fast IP-adress är en IP-adress som är knuten till en dator eller ett nätverk, till skillnad från dynamisk IP-adress. Detta är nödvändigt när det inte finns någon DHCP-server som kan dela ut dynamiska IP-adresser till datorerna i nätverket.